# ثقب (عملية)

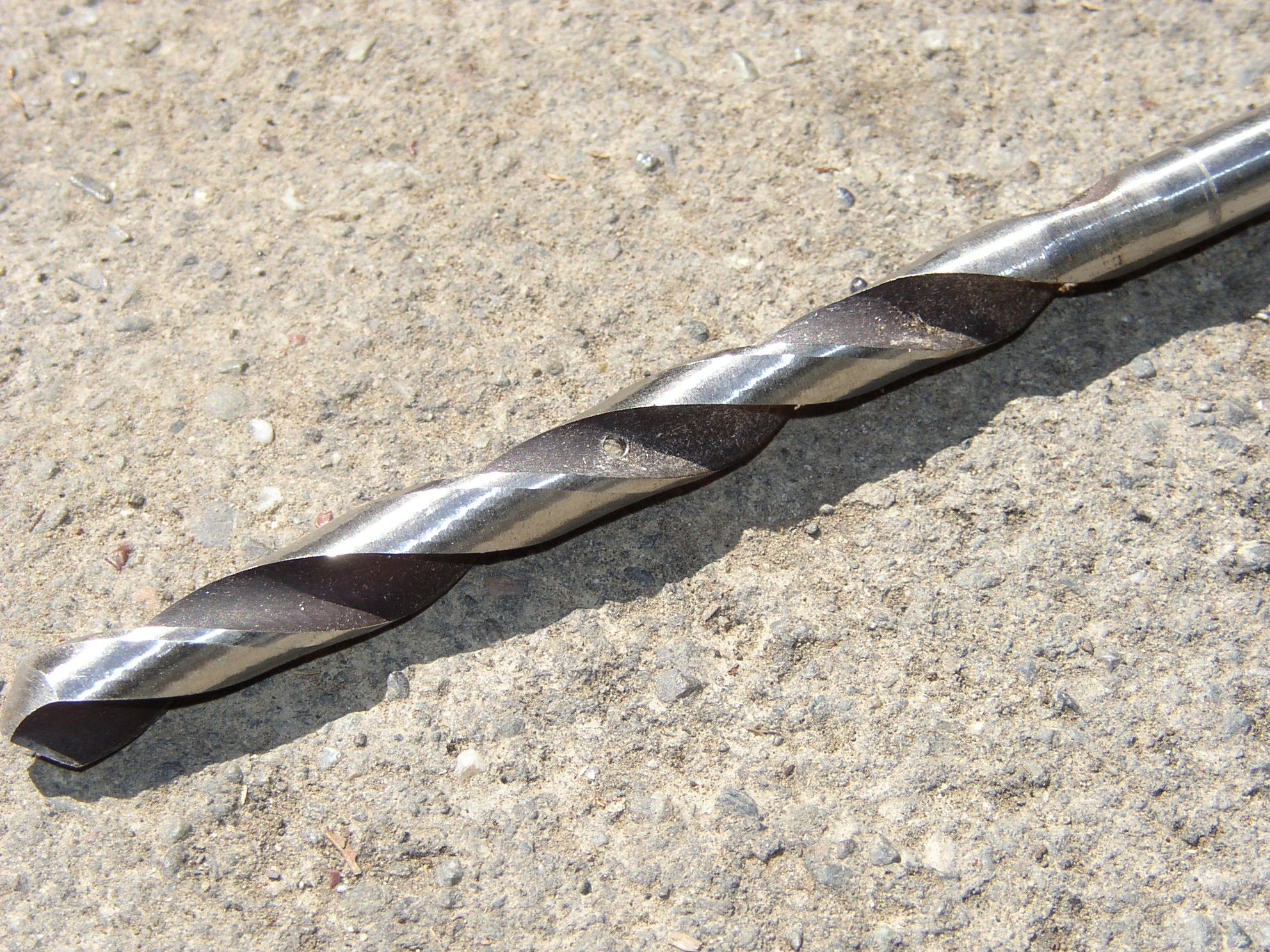
ريشة الثقب.

الثقب (بالإنجليزية: Drilling)‏ هي إحدى عمليات القطع التي تستخدم للحصول على الثقوب في المنتج، غالبا ما تتم هذه العملية بواسطة ريشة ثقب مصممة خصيصا لهذا الغرض، ومزودة بمسار حلزوني لخروج الرايش. تستخدم أدوات ثقب مختلفة تبعاً للمادة التي تثقب، وقطر الثقب، وعدد الثقوب، وزمن إنجاز عملية الثقب.

## وصلات خارجية
- إي فاندا